# Gustav Schirmer
Gustav Schirmer (* 19. September 1829 in Königsee; † 6. August 1893 in Eisenach) war ein deutsch-amerikanischer Musikverleger.

## Leben und Wirken
Schirmer stammte aus einer Familie von Musikinstrumentenbauern. Sowohl sein Großvater als auch sein Vater Rudolph E. Schirmer waren Klavierbauer am Hof von Sondershausen.
Im Sommer 1840 wanderte der Vater mit der Familie nach New York City aus; Gustav bekam eine Anstellung bei der Musikalienhandlung Scharfenberg & Luis und wurde bald darauf Geschäftsführer der Musikalienhandlung Breusing's. 1861 übernahm er zusammen mit B. Beer dieses Geschäft; beide führten es bis 1866 unter der Firma Beer & Schirmer. In diesem Jahr übernahm Schirmer es ganz als G. Schirmer. Das Unternehmen wurde einer der größten Musikverlage der USA und spielte eine entscheidende Rolle bei der Vermittlung europäischer Musik. 
Schirmer starb am 6. August 1893 im Alter von 63 Jahren auf einer Reise in seine alte Heimat, die er in der Hoffnung auf Wiederherstellung seiner angegriffenen Gesundheit unternommen hatte. Er fand seine letzte Ruhestätte auf dem Hauptfriedhof in Eisenach, wo sein Grabstein erhalten ist.
Seine Söhne Rudolph Edward Schirmer (1859–1919) und Gustave Schirmer (1864–1907) übernahmen das Unternehmen und bauten es weiter aus.